# Carlos Fuentenebro
Carlos Fuentenebro Zabala (Bilbao, Vizcaya, 1962) es un jurista y abogado español.Actualmente es consejero del Consejo General de la Abogacía Española (CGAE).
Fue vicepresidente del Consejo General de la Abogacía Española (CGAE) entre 2016 y 2024. También ostentó el cargo decano del Ilustre Colegio de la Abogacía de Bizkaia entre 2013 y 2023. También desempeñó el cargo de presidente del Consejo Vasco de la Abogacía entre 2020 y 2021.

## Biografía
Se licenció en Derecho en la Universidad de Deusto en 1987. Colegiado en el Ilustre Colegio de la Abogacía de Bizkaia, comenzó a ejercer como abogado en 1988. Su área de práctica ha venido siendo en especial el Derecho civil, la responsabilidad civil y el Derecho de seguro.
En 1999 se convirtió en miembro de la Junta de Gobierno del Ilustre Colegio de la Abogacía de Bizkaia como diputado. En el año 2013 se presentó a las elecciones colegiales como decano y resultó vencedor, convirtiéndose en el nuevo decano del Ilustre Colegio de la Abogacía de Bizkaia y sucediendo a Nazario de Oleaga que estuvo al frente del colegio durante diez años (2003-2013). Fuentenebro ostentó el cargo de decano del Ilustre Colegio de la Abogacía de Bizkaia durante diez años, hasta el año 2023, siendo sucedido por Maite Morillo.
En el año 2020, Fuentenebro fue nombrado presidente del Consejo Vasco de la Abogacía. Desempeñó el cargo hasta diciembre de 2021, cuando fue sucedido por Antón Echevarrieta Zorrilla, decano del Colegio de la Abogacía Alavesa.
En el año 2016 Fuentenebro integró la candidatura presidida por Victoria Ortega para el Consejo General de la Abogacía Española (CGAE), en la que Ortega resultó ganadora y se convirtió en presidenta del CGAE y Fuentenebro se convirtió en consejero y miembro de su equipo de gobierno. Desde el año 2020, Fuentenebro es vicepresidente del Consejo General de la Abogacía Española (CGAE), con Victoria Ortega como presidenta. Como consejero del CGAE preside la comisión de formación del consejo. También es el vicepresidente de la Fundación Instituto de Formación e Investigación de la Abogacía-Abogacía Futura. Desempeñó el cargo de vicepresidente del Consejo General de la Abogacía Española (CGAE) hasta el año 2024.
Fuentenebro ejerce como abogado en la firma de abogados IparBilbao-Roca Junyent, que en el año 2019 se unió con la firma de abogados del abogado y expolítico Miquel Roca RocaJunyent.

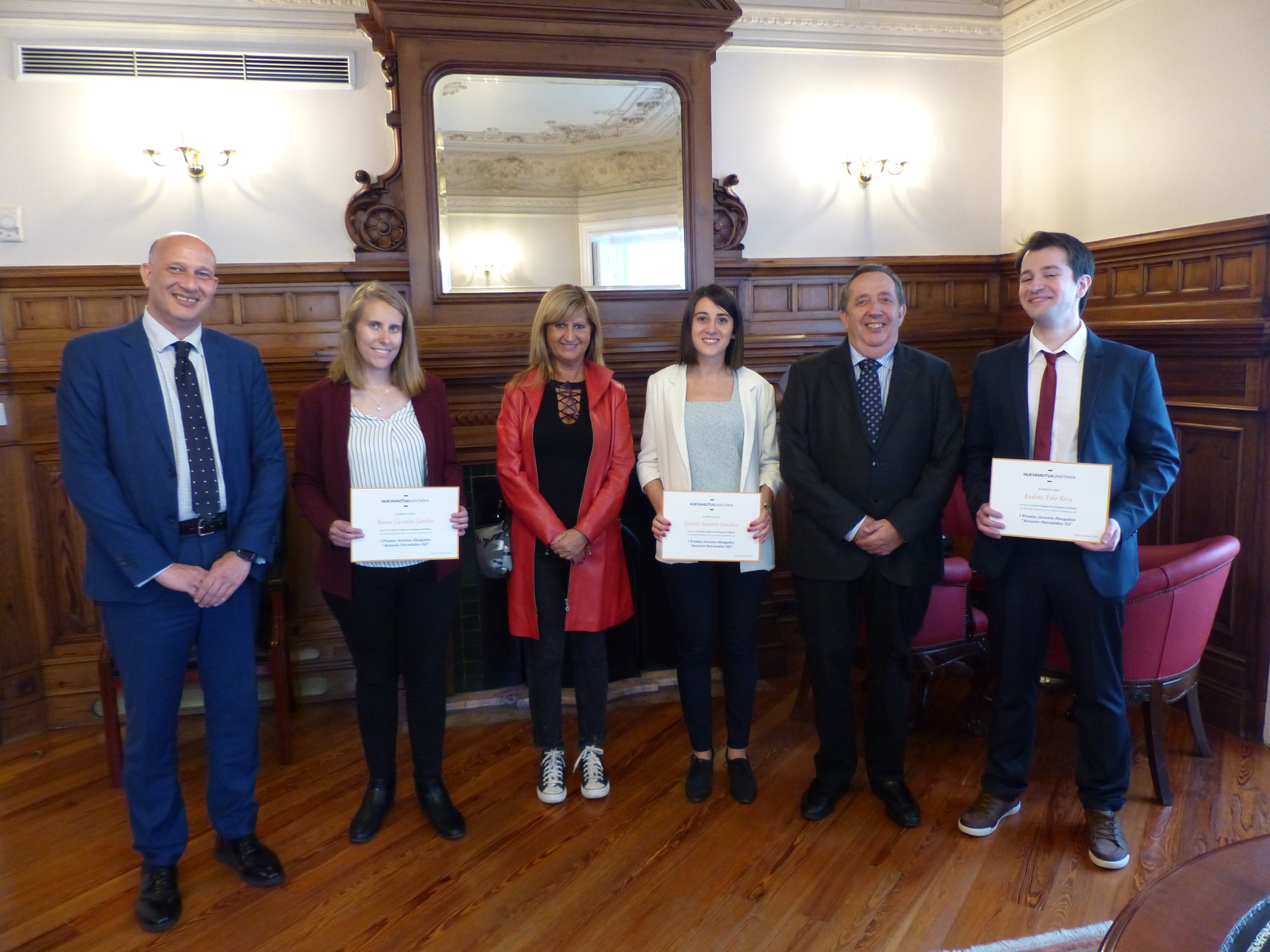
Carlos Fuentenebro entregando el Premio Jóvenes Abogados "Antonio Hernández-Gil" (2022). En la foto, de izda. a dcha., Luis Javier Santafé, Nerea Castaño, Ana Bermejo, Garazi Romero, Carlos Fuentenebro y Andoni Polo.

En el año 2022 Fuentenebro integró la candidatura de Ricardo Barkala para las elecciones del Atlhetic Club de Bilbao. En el año 2023, Fuentenebro recibió la Gran Cruz al Mérito al Servicio de la Abogacía en reconocimiento a su trayectoria como abogado.
En el año 2024 Fuentenebro fue elegido consejero electivo del Consejo General de la Abogacía Española, junto a Encarnación Orduna, dentro del nombramiento de los doce consejeros y consejeras electivos del CGAE, quienes deben ser abogados de reconocido prestigio, elegidos por votación y con un mandato de cuatro años. Fue elegido para el mandato 2024-2028.

## Premios y reconocimientos
- Gran Cruz al Mérito al Servicio de la Abogacía

## Vida personal
Está casado. Vive en Bilbao.